# Йоун Магнуссон
Йо́ун Ма́гнуссон (исл. Jón Magnússon; 16 января 1859, Адальдалур, Исландия — 23 июня 1926, Нескаупстадур, Исландия) — премьер-министр Исландии с 4 января 1917] до 17 марта 1922 года (как член партии самоуправления) и с 22 марта 1924 до 23 июня 1926 года (как член Консервативной партии).
В период его первого премьерского срока была провозглашена независимость Исландии в личной унии с Данией и с датским королём Кристианом X в качестве короля Исландии. Умер, находясь на посту премьер-министра.